# Tipulodina xanthippe
Tipulodina xanthippe is een tweevleugelige uit de familie langpootmuggen (Tipulidae). De soort komt voor in het Oriëntaals gebied.